# Maguba Syrtłanowa
Maguba Gusiejnowna Syrtłanowa (ros. Магуба Гусейновна Сыртланова, ur. 2 lipca?/15 lipca 1912 w Belebeju, zm. 1 października 1971 w Kazaniu) – radziecka pilotka wojskowa, Bohater Związku Radzieckiego (1946).

## Życiorys
Była Tatarką, skończyła aeroklub i szkołę w Tbilisi, od lipca 1941 służyła w Armii Czerwonej. Od grudnia 1942 walczyła w wojnie z Niemcami kolejno na Północnym Kaukazie, Półwyspie Tamańskim, Krymie, Białorusi, w Polsce i Prusach Wschodnich jako zastępca dowódcy eskadry 46 Gwardyjskiego Pułku Nocnych Bombowców 325 Nocnej Dywizji Lotniczej Bombowców 4 Armii Powietrznej 2 Frontu Białoruskiego w stopniu starszego porucznika. Wykonała 780 lotów bojowych z nalotem bojowym 928 godzin, zrzuciła 190 ton bomb. Jej imieniem nazwano ulice w Kazaniu i Belebeju.

## Odznaczenia
- Złota Gwiazda Bohatera Związku Radzieckiego (15 maja 1946)
- Order Lenina (15 maja 1946)
- Order Czerwonego Sztandaru (dwukrotnie – 1943 i 1945)
- Order Wojny Ojczyźnianej I klasy (1944)
- Order Czerwonej Gwiazdy (1944)